# Tyranneau à queue aiguë
Culicivora caudacuta
Genre
Espèce
Statut de conservation UICN

 VU  : Vulnérable
Le Tyranneau à queue aiguë (Culicivora caudacuta), aussi appelé Tyranneau à queue en aiguille, est une espèce de passereau de la famille des Tyrannidae. C'est la seule espèce du genre Culicivora.

## Distribution
Cet oiseau vit dans une zone allant de l'est de la Bolivie au centre-nord du Brésil, à l'est du Paraguay et au nord-est de l'Argentine,.